# Баркентина
Баркентина (barcentina), също шхуна-барк, е вид морски ветроходен кораб.
Има от 3 до 5 (в някои случаи и 6) мачти. Фокмачтата е снабдена с прави ветрила. Останалите мачти са с ко̀си ветрила.
Съвременните баркентини имат водоизместване до 5000 т. и са снабдени със спомагателен двигател.
През 1916 г. знаменитият чаен клипер „Къти Сарк“ (Cutty Sark) (тогава се е наричал „Ферейра“) е преоборудван в баркентина и е просъществувал в този вид няколко години.
Първият изцяло построен в българска корабостроителница ветроход е баркентината „Роял Хелена“ (Royal Helena), пуснат на вода през август 2009 г.